# Запис дуд у Горњој мали (Слатина)
Запис дуд у Горњој мали (Слатина) се налази на парцели чији је власник Град Јагодина.

## Локација
| Општина             | Јагодина                                                                    |
| Катастарска општина | Слатина                                                                     |
| Потес               | Село                                                                        |
| Координате          | 43° 55′ 05″ С; 21° 04′ 54″ И / 43.918100000000003° С; 21.081700000000001° И |
| Надморска висина    | 360m                                                                        |

## Карактеристике
Дендрометријске вредности утврђене на терену и сателитским снимцима:
| Стабло                     | Дуд |
| Висина стабла              | m   |
| Обим дебла                 | m   |
| Пречник крошње             | 11m |
| Пречник дебла              | m   |
| Висина дебла до прве гране | m   |

## База записа
Запис је у оквиру Викимедија пројекта "Запис - Свето дрво" заведен под редним бројем 0722.